# Slag bij El Agheila
De Slag bij El Agheila was een militair treffen in Noord-Afrika in 1942, tijdens de Tweede Wereldoorlog, tussen Duitse en Italiaanse strijdkrachten aan de ene zijde en de Britten aan de andere zijde. De veldslag was een nederlaag voor de Asmogendheden en leidde tot een algehele terugtrekking richting Tunesië.

## Voorgeschiedenis
Op 4 november 1942 had veldmaarschalk Rommel besloten tot een algemene terugtrekking van de Astroepen uit El Alamein. De Duitse en Italiaanse troepen trokken achtereenvolgens terug naar Foeka en op 6 november naar Mersa Matruh, op ongeveer 180 kilometer van El Alamein. Op 8 november 1942 landden de geallieerden in Marokko en Algerije tijdens Operatie Torch. Uit angst voor een grote krijgsmacht in zijn achterhoede besloot Rommel om onmiddellijk terug te trekken naar El Agheila, en op die manier Cyrenaica volledig op te geven.
In snelle opeenvolging namen de achtervolgende Britse strijdkrachten onder leiding van Bernard Montgomery Sidi Barrani (op de grens met Libië), Tobroek en Derna in. Al deze steden werden zonder slag of stoot door Rommel opgegeven. Ook de havenstad Benghazi, die erg belangrijk was voor de aanvoerlijnen, werd door de Duitsers ontruimd maar niet voordat ze de haveninstallaties onklaar hadden gemaakt. Rommel was vastbesloten om niet zoals de Italianen in februari 1941 omsingeld te worden door de Britten bij Beda Fomm.

Rommels terugtrekking van El Alamein naar El Agheila

Op dit moment had de Asmogendheden 630 km teruggetrokken in tien dagen, en nog ging het verder westwaarts. Op 23 november werd Agedabia ontruimd en betrokken de Duitsers en de Italianen stellingen nabij Mersa Brega en El Agheila. Ondertussen deed Montgomery het rustig aan, omdat hij Rommel niet vertrouwde. Tussen 10 en 11 december 1942 kwamen de Britten toch aan bij Marsa Brega en El Agheila.

## De veldslag
In de nacht van 11 op 12 december vielen de Britten aan en de Asmogendheden reageerden. Toen in de morgen van 12 december echter een Britse verkenningseenheid werd opgemerkt in Merduma, reeds 96 km ten westen van El Agheila, besloot Rommel om de gevechten af te breken. Tegen de avond van de twaalfde was het volledige Afrikakorps aan het terugtrekken, enkele eenheden die de achterhoede beschermden buiten beschouwing gelaten. Op 13 december ontdekten Duitse verkenningsvliegtuigen 300 Britse voertuigen ten noorden van de Marada-oase, 120 kilometer ten zuiden van El Agheila. Uit angst om volledig omsingeld te worden, besloot Rommel het tempo van de terugtocht verder op te voeren. Ten noorden van de Duitse terugtocht werd een Britse aanval teruggeslagen door de Italianen.
De daaropvolgende dagen kwamen er verschillende geïsoleerde gevechten voor tussen beide zijdes, maar het kwam niet tot een grote beslissende veldslag. Op 17 december was het grootste deel van de Duitse strijdkrachten uit El Agheila geëvacueerd. Een dag later was er een laatste hevig treffen tussen Duitsers en Britten bij Nofilia, 160 km ten westen van El Agheila. Dit waren de laatste stuiptrekkingen van de slag bij El Agheila, een slag die vooral bestond uit een kat-en-muis spel tussen Montgomery en Rommel.

## Uitkomst van de slag
De nederlaag bij El Agheila dwong Rommel om steeds verder richting Tunesië terug te trekken. Zijn plan was om zich helemaal tot in Tunis terug te trekken en vandaar zo veel mogelijk van zijn veteranen naar Italië over te brengen. Op last van zijn meerderen moest Rommel echter halt houden bij Buerat, 80 kilometer ten westen van Sirte, en daar een verdedigingslinie aanleggen.